# Rött och svart
Rött och svart: en berättelse från nittonde seklet (originaltitel: Le Rouge et le Noir: Chronique du XIXe siècle) är en historisk och psykologisk roman från 1830 av den franske författaren Stendhal (pseudonym för Henri Beyle).
Rött och svart anses vara den första moderna realistiska romanen. Med sin blandning av liderlig passion och cynisk analys räknas Stendhals bok i dag till en av den franska litteraturens främsta. Titelns betydelse är omstridd. En teori är att den anspelar på rött som kärlekens färg, eller den färg som tillhör unga kvinnor som sminkar sig med rött läppstift, men det kan också vara en anspelning på den röda militäruniformen som Napoleons soldater bär. Svart symboliserar då prästkappans färg, som beskrivs som något som skiljer Sorel från adeln när han bär den. Romanen har filmatiserats ett antal gånger.

## Handling
Handlingen kretsar kring den äregirige Julien Sorel, som studerar till präst och inledningsvis kommer som informator till borgmästarfamiljen de Rênal i Verrières. Han hatar överklassen och beslutar sig för att förföra borgmästarens hustru. I en annan högreståndsfamilj inleder han en förbindelse med husets unga dotter. Romanen består av två volymer och beskriver Julien Sorels uppgång och fall.

## Radioteaterns föreställning
År 2012 genomförde Radioteatern på Sveriges Radio en uppsättning av Rött och svart i regi av Jonas Cornell.

### Medverkande
- Adam Pålsson – Julien
- Livia Millhagen – Madame de Rênal
- Josefin Ljungman – Mathilde
- Philip Zandén – berättare
- Johan Lindell – Monsieur de Rênal
- Saskia Husberg – madame Derville
- Elin Bornell – Elisa
- Leif Stålhammer – fader Sorel
- Rolf Skoglund – abbé Pirard
- Emelie Rosenqvist – Amanda